# 113º Congresso degli Stati Uniti d'America
Il 113º Congresso degli Stati Uniti d'America, formato dalla Camera dei rappresentanti e dal Senato, costituì il ramo legislativo del governo federale statunitense dal 3 gennaio 2013 al 3 gennaio 2015.
La sua composizione fu definita nelle elezioni generali del 6 novembre 2012, nelle quali il Partito Democratico mantenne la maggioranza al Senato e il Partito Repubblicano mantenne la maggioranza alla Camera. I seggi nella Camera dei rappresentanti vennero ripartiti dal censimento del 2010.
Questo congresso ebbe 44 membri afroamericani (di cui 2 nel Senato e i restanti 42 nella Camera dei rappresentanti), e un numero record di membri femminili (100), di membri latinos (31), e di membri LGBT (8). Il congresso ebbe il primo membro induista e il primo membro non affiliato religiosamente.

## Senato

### Regolamento
Il 21 novembre 2013, il Senato approvò (52-48, con tutti i repubblicani e tre democratici tra i contrari) una misura antiostruzionistica riguardante tutti i voti sulle nomine a cariche governative o giudiziarie diverse da quelle alla Corte suprema. Dopo anni in cui era stata minacciata da vari Presidenti, fu così approvata la cosiddetta opzione nucleare, a seguito della lamentela del presidente Obama circa il fatto che da anni pendevano al Senato (senza un voto, né favorevole né contrario) ben 59 nomine governative e 17 nomine giudiziarie da lui proposte.
Fino a quel giorno, per scavalcare l'ostruzionismo al Senato la maggioranza favorevole al Presidente aveva avanzato ben 168 mozioni di "ghigliottinare" il dibattito e procedere comunque ad un voto (82 soltanto nel corso della presidenza Obama). Ma la regola fino ad allora era di considerarle votazioni procedurali e, quindi, di richiedere una supermaggioranza di 60 senatori per la loro approvazione.
Il voto sul regolamento, del 21 novembre 2013, entro i limiti di cui s'è detto (cioè non per le nomine alla Corte suprema e non per i procedimenti legislativi) per la prima volta ha interpretato quel tipo di votazione come una decisione di merito e, quindi, da allora la ghigliottina antiostruzionistica cala con soli 51 senatori favorevoli.

### Riepilogo della composizione
|                               | Partito      | Partito      | Partito | Totale | Vacante |
| ----------------------------- | ------------ | ------------ | ------- | ------ | ------- |
|                               |              |              |         | Totale | Vacante |
| Democratico                   | Indipendente | Repubblicano |         | Totale | Vacante |
| Fine del congresso precedente | 51           | 2            | 47      | 100    | 0       |
|                               |              |              |         |        |         |
| Inizio                        | 53           | 2            | 45      | 100    | 0       |
| 3 giugno 2013                 | 52           | 2            | 45      | 99     | 1       |
| 10 giugno 2013                | 52           | 2            | 46      | 100    | 0       |
| 31 ottobre 2013               | 53           | 2            | 45      | 100    | 0       |
| % di voti                     | 55%          | 55%          | 45%     |        |         |

- Entrambi gli indipendenti sono associati al Partito Democratico.

La composizione rimase inalterata fino al 1º febbraio 2013, quando il democratico John Kerry (MA) venne nominato Segretario di Stato. Il governatore del Massachusetts Deval Patrick nominò come suo sostituto temporaneo Mo Cowan, anch'egli democratico, di fatto non modificando la composizione partitica del Senato. Per eleggere un sostituto definitivo vennero indette delle elezioni che si tennero il 25 giugno, il cui vincitore risultò essere il democratico Ed Markey.
Il 3 giugno dello stesso anno il democratico Frank Lautenberg (NJ) morì improvvisamente e così il governatore del New Jersey Chris Christie nominò come suo sostituto temporaneo Jeffrey Chiesa, un repubblicano. Per assegnare in modo definitivo il seggio, vennero indette delle elezioni speciali che ebbero luogo il 16 ottobre e che decretarono vincitore il democratico Cory Booker.
Il 6 febbraio 2014, il democratico Max Baucus (MT) lasciò il Senato per accettare l'incarico di ambasciatore statunitense in Cina e dunque il governatore del Montana Steve Bullock nominò come sostituto il suo vicegovernatore John Walsh, con il compito di occupare il seggio fino alla fine della legislatura.

### Leadership

#### Assemblea
| Vicepresidente degli Stati Uniti d'America e Presidente del Senato |
| ------------------------------------------------------------------ |
|                                                                    |
| Joe Biden (D)                                                      |

| Presidente Pro Tempore del Senato |
| --------------------------------- |
|                                   |
| Patrick Leahy (D)                 |

| Leadership della Maggioranza al Senato            | Leadership della Maggioranza al Senato           |
| ------------------------------------------------- | ------------------------------------------------ |
|                                                   |                                                  |
| Leader della Maggioranza al Senato Harry Reid (D) | Whip della Maggioranza al Senato Dick Durbin (D) |

| Leadership della Minoranza al Senato                 | Leadership della Minoranza al Senato           |
| ---------------------------------------------------- | ---------------------------------------------- |
|                                                      |                                                |
| Leader della Minoranza al Senato Mitch McConnell (R) | Whip della Minoranza al Senato John Cornyn (R) |

### Membri
Il numero indica la classe del senatore; nelle elezioni del novembre 2012 sono sottoposti ad elezione tutti i senatori appartenenti alla classe 1.
Alabama
- 2. Jeff Sessions (R)
- 3. Richard Shelby (R)

Alaska
- 2. Mark Begich (D)
- 3. Lisa Murkowski (R)

Arizona
- 1. Jeff Flake (R)
- 3. John McCain (R)

Arkansas
- 2. Mark Pryor (D)
- 3. John Boozman (R)

California
- 1. Dianne Feinstein (D)
- 3. Barbara Boxer

Carolina del Nord
- 2. Kay Hagan (D)
- 3. Richard Burr (R)

Carolina del Sud
- 2. Lindsey Graham (R)
- 3. Tim Scott (R)

Colorado
- 2. Mark Udall (D)
- 3. Michael Bennet (D)

Connecticut
- 1. Chris Murphy (D)
- 3. Richard Blumenthal (D)

Dakota del Nord
- 1. Heidi Heitkamp (D-NPL)
- 3. John Hoeven (R)

Dakota del Sud
- 2. Timothy P. Johnson (D)
- 3. John Thune (R)

Delaware
- 1. Thomas Carper (D)
- 2. Chris Coons (D)

Florida
- 1. Bill Nelson (D)
- 3. Marco Rubio (R)

Georgia
- 2. Saxby Chambliss (R)
- 3. Johnny Isakson (R)

Hawaii
- 1. Mazie Hirono (D)
- 3. Brian Schatz (D)

Idaho
- 2. Jim Risch (R)
- 3. Mike Crapo (R)

Illinois
- 2. Dick Durbin (D)
- 3. Mark Kirk (R)

Indiana
- 1. Joe Donnelly (D)
- 3. Dan Coats (R)

Iowa
- 2. Tom Harkin (D)
- 3. Chuck Grassley (R)

Kansas
- 2. Pat Roberts (R)
- 3. Jerry Moran (R)

Kentucky
- 2. Mitch McConnell (R)
- 3. Rand Paul (R)

Louisiana
- 2. Mary Landrieu (D)
- 3. David Vitter (R)

Maine
- 1. Angus King (I)
- 2. Susan Collins (R)

Maryland
- 1. Ben Cardin (D)
- 3. Barbara Mikulski (D)

Massachusetts
- 1. Elizabeth Warren (D)
- 2. John Kerry (D), fino al 1° febbraio 2013

     Mo Cowan, dal 1° febbraio al 16 luglio 2013
     Ed Markey, dal 16 luglio 2013
Michigan
- 1. Debbie Stabenow (D)
- 2. Carl Levin (D)

Minnesota
- 1. Amy Klobuchar (D-DFL)
- 2. Al Franken (D-DFL)

Mississippi
- 1. Roger Wicker (R)
- 2. Thad Cochran (R)

Missouri
- 1. Claire McCaskill (D)
- 3. Roy Blunt (R)

Montana
- 1. Jon Tester (D)
- 2. Max Baucus (D), fino al 6 febbraio 2014

     John Walsh, dal 6 febbraio 2014
Nebraska
- 1. Deb Fischer (R)
- 2. Mike Johanns (R)

Nevada
- 1. Dean Heller (R)
- 3. Harry Reid (D)

New Hampshire
- 2. Jeanne Shaheen (D)
- 3. Kelly Ayotte (D)

New Jersey
- 1. Bob Menendez (D)
- 2. Frank Lautenberg (D), fino al 3 giugno 2013

     Jeffrey Chiesa (R), dal 6 giugno al 31 ottobre 2013
     Cory Booker (D), dal 31 ottobre 2013
New York
- 1. Kirsten Gillibrand (D)
- 3. Chuck Schumer (D)

Nuovo Messico
- 1. Martin Heinrich (D)
- 2. Tom Udall (D)

Ohio
- 1. Sherrod Brown (D)
- 3. Rob Portman (R)

Oklahoma
- 2. Jim Inhofe (R)
- 3. Tom Coburn (R)

Oregon
- 2. Ron Wyden (D)
- 3. Jeff Merkley (D)

Pennsylvania
- 1. Bob Casey, Jr. (D)
- 3. Pat Toomey (R)

Rhode Island
- 1. Sheldon Whitehouse (D)
- 2. Jack Reed (D)

Tennessee
- 1. Bob Corker (R)
- 2. Lamar Alexander (R)

Texas
- 1. Ted Cruz (R)
- 2. John Cornyn (R)

Utah
- 1. Orrin Hatch (R)
- 3. Mike Lee (R)

Vermont
- 1. Bernie Sanders (I)
- 3. Patrick Leahy (D)

Virginia
- 1. Tim Kaine (D)
- 2. Mark Warner (D)

Virginia Occidentale
- 1. Joe Manchin (D)
- 2. Jay Rockefeller (D)

Washington
- 1. Maria Cantwell (D)
- 3. Patty Murray (D)

Wisconsin
- 1. Tammy Baldwin (D)
- 3. Ron Johnson (R)

Wyoming
- 1. John Barrasso (R)
- 2. Mike Enzi (R)

## Camera dei rappresentanti

### Riepilogo della composizione
|                               | Partito      | Partito | Totale | Vacante |  |
| ----------------------------- | ------------ | ------- | ------ | ------- |  |
|                               |              |         | Totale | Vacante |  |
| Democratico                   | Repubblicano |         | Totale | Vacante |  |
| Fine del congresso precedente | 192          | 241     | 433    | 2       |  |
|                               |              |         |        |         |  |
| Inizio                        | 200          | 233     | 433    | 2       |  |
| 22 gennaio 2013               | 200          | 232     | 432    | 3       |  |
| 9 aprile 2013                 | 201          | 232     | 433    | 2       |  |
| 7 maggio 2013                 | 201          | 233     | 434    | 1       |  |
| 4 giugno 2013                 | 201          | 234     | 435    | 0       |  |
| 15 luglio 2013                | 200          | 234     | 434    | 1       |  |
| 2 agosto 2013                 | 200          | 233     | 433    | 2       |  |
| 26 settembre 2013             | 200          | 232     | 432    | 3       |  |
| 18 ottobre 2013               | 200          | 231     | 431    | 4       |  |
| 16 novembre 2013              | 200          | 232     | 432    | 3       |  |
| 10 dicembre 2013              | 201          | 232     | 433    | 2       |  |
| 17 dicembre 2013              | 201          | 233     | 434    | 1       |  |
| 6 gennaio 2014                | 200          | 233     | 433    | 2       |  |
| 27 gennaio 2014               | 200          | 232     | 432    | 3       |  |
| 18 febbraio 2014              | 199          | 232     | 431    | 4       |  |
| 11 marzo 2014                 | 199          | 233     | 432    | 3       |  |
| 24 giugno 2014                | 199          | 234     | 433    | 2       |  |
| 18 agosto 2014                | 199          | 233     | 432    | 3       |  |
| 4 novembre 2014               | 201          | 234     | 435    | 0       |  |
| % di voti                     | 46,2%        | 53,8%   |        |         |  |

- Ci sono 6 membri non votanti, i quali sono associati al Partito Democratico.

Il Congresso partì con due seggi vacanti: quello del democratico Jesse Jackson, Jr. (IL-2), dimessosi il 21 novembre 2012 per motivi di salute, e quello del repubblicano Tim Scott (SC-1), nominato senatore dalla governatrice Nikki Haley il 2 gennaio 2013. Per sostituire i due ex deputati, furono indette due elezioni speciali: la prima, tenutasi in data 9 aprile, vide vincitrice la democratica Robin Kelly; la seconda invece si tenne il 7 maggio e vide vincitore il repubblicano Mark Sanford.
Il 22 gennaio 2013 la deputata repubblicana Jo Ann Emerson (MO-8) rassegnò le dimissioni per divenire amministratore delegato della National Rural Electric Cooperative Association. Per sostituirla vennero indette delle elezioni speciali che ebbero luogo il 4 giugno e il cui vincitore risultò il repubblicano Jason T. Smith.
Il 16 luglio 2013 il democratico Ed Markey (MA-5) venne eletto senatore e lasciò il seggio alla Camera. Per trovare un successore venne indetta un'elezione speciale che si tenne il 10 dicembre e la cui vincitrice fu la democratica Katherine Clark.
Il 2 agosto 2013  il repubblicano Jo Bonner (AL-1) lasciò la Camera per accettare un incarico amministrativo all'interno del sistema universitario dell'Alabama. Per assegnare il seggio si tennero delle elezioni speciali il 17 dicembre e il vincitore risultò il repubblicano Bradley Byrne.
Il 26 settembre 2013  il repubblicano Rodney Alexander (LA-5) lasciò il Congresso e così per assegnare il suo seggio si tennero delle elezioni speciali il 16 novembre, il cui vincitore fu il repubblicano Vance McAllister.
Il 18 ottobre 2013  il deputato repubblicano in carica da quarantadue anni Bill Young (FL-13) morì improvvisamente e per trovare un successore vennero indette delle elezioni che si tennero l'11 marzo 2014 e videro vincitore il repubblicano David Jolly.
Il 6 gennaio 2014 il deputato democratico Mel Watt (NC-12) lasciò il suo seggio dopo essere stato nominato direttore della Federal Housing Finance Agency. Per sostituirlo vennero indette delle elezioni speciali che ebbero luogo il 4 novembre, in concomitanza con le elezioni di metà mandato e videro vincitrice la democratica Alma Adams.
Il 27 gennaio 2014  il repubblicano Trey Radel (FL-19) rassegnò le dimissioni da deputato dopo essere piombato in uno scandalo per possesso di cocaina. Il 24 giugno ebbero luogo delle elezioni che determinarono come suo successore il compagno di partito Curt Clawson.
Il 18 febbraio 2014  il democratico Rob Andrews (NJ-1) si dimise per tornare a lavorare come avvocato nel settore privato. Al fine di nominare un nuovo deputato si tennero delle elezioni speciali il 4 novembre, in concomitanza con le elezioni di metà mandato, il cui vincitore fu il democratico Donald Norcross.
Il 18 agosto 2014  il repubblicano Eric Cantor (VA-7), leader di maggioranza della Camera, annunciò le proprie dimissioni dopo la sconfitta nelle primarie per le elezioni di metà mandato. Per sostituirlo fu indetta un'elezione speciale che si tenne il 4 novembre e il cui vincitore fu il repubblicano Dave Brat, lo stesso candidato che aveva sconfitto Cantor nelle primarie.

### Leadership

#### Assemblea
| Speaker della Camera dei rappresentanti |
| --------------------------------------- |
|                                         |
| John Boehner (R)                        |

| Leadership della Maggioranza alla Camera dei rappresentanti | Leadership della Maggioranza alla Camera dei rappresentanti | Leadership della Maggioranza alla Camera dei rappresentanti                       | Leadership della Maggioranza alla Camera dei rappresentanti                       |
| ----------------------------------------------------------- | ----------------------------------------------------------- | --------------------------------------------------------------------------------- | --------------------------------------------------------------------------------- |
|                                                             |                                                             |                                                                                   |                                                                                   |
| Leader della Maggioranza alla Camera dei rappresentanti     | Leader della Maggioranza alla Camera dei rappresentanti     | Whip della Maggioranza alla Camera dei rappresentanti degli Stati Uniti d'America | Whip della Maggioranza alla Camera dei rappresentanti degli Stati Uniti d'America |
| Eric Cantor (R) fino al 1° agosto 2014                      | Kevin McCarthy (R) dal 1° agosto 2014                       | Kevin McCarthy (R) fino al 1° agosto 2014                                         | Steve Scalise (R) dal 1° agosto 2014                                              |

| Leadership della Minoranza alla Camera dei rappresentanti              | Leadership della Minoranza alla Camera dei rappresentanti           |
| ---------------------------------------------------------------------- | ------------------------------------------------------------------- |
|                                                                        |                                                                     |
| Leader della Minoranza alla Camera dei rappresentanti Nancy Pelosi (D) | Whip della Minoranza alla Camera dei rappresentanti Steny Hoyer (D) |

### Membri
Alabama
(6 Repubblicani, 1 Democratico)
- 1. Jo Bonner (R). fino al 2 agosto 2013

     Bradley Byrne (R), dal 7 gennaio 2014
- 2. Martha Roby (R)
- 3. Mike D. Rogers (R)
- 4. Robert Aderholt (R)
- 5. Mo Brooks (R)
- 6. Spencer Bachus (R)
- 7. Terri Sewell (D)

Alaska
(1 Repubblicano)
- "At-large". Don Young (R)

Arizona
(5 Democratici, 4 Repubblicani)
- 1. Ann Kirkpatrick (D)
- 2. Ron Barber (D)
- 3. Raúl Grijalva (D)
- 4. Paul Gosar (R)
- 5. Matt Salmon (R)
- 6. David Schweikert (R)
- 7. Ed Pastor (D)
- 8. Trent Franks (R)
- 9. Kyrsten Sinema (D)

Arkansas
(4 Repubblicani)
- 1. Rick Crawford (R)
- 2. Tim Griffin (R)
- 3. Steve Womack (R)
- 4. Tom Cotton (R)

California
(38 Democratici, 15 Repubblicani)
- 1. Doug LaMalfa (R)
- 2. Jared Huffman (D)
- 3. John Garamendi (D)
- 4. Tom McClintock (R)
- 5. Mike Thompson (D)
- 6. Doris Matsui (D)
- 7. Ami Bera (D)
- 8. Paul Cook (R)
- 9. Jerry McNerney (D)
- 10. Jeff Denham (R)
- 11. George Miller (D)
- 12. Nancy Pelosi (D)
- 13. Barbara Lee (D)
- 14. Jackie Speier (D)
- 15. Eric Swalwell (D)
- 16. Jim Costa (D)
- 17. Mike Honda (D)
- 18. Anna Eshoo (D)
- 19. Zoe Lofgren (D)
- 20. Sam Farr (D)
- 21. David Valadao (R)
- 22. Devin Nunes (R)
- 23. Kevin McCarthy (R)
- 24. Lois Capps (D)
- 25. Howard McKeon (R)
- 26. Julia Brownley (D)
- 27. Judy Chu (D)
- 28. Adam Schiff (D)
- 29. Tony Cardenas (D)
- 30. Brad Sherman (D)
- 31. Gary Miller (R)
- 32. Grace Napolitano (D)
- 33. Henry Waxman (D)
- 34. Xavier Becerra (D)
- 35. Gloria Negrete McLeod (D)
- 36. Raul Ruiz (D)
- 37. Karen Bass (D)
- 38. Linda Sánchez (D)
- 39. Ed Royce (R)
- 40. Lucille Roybal-Allard (D)
- 41. Mark Takano (D)
- 42. Ken Calvert (R)
- 43. Maxine Waters (D)
- 44. Janice Hahn (D)
- 45. John B. T. Campbell III (R)
- 46. Loretta Sanchez (D)
- 47. Alan Lowenthal (D)
- 48. Dana Rohrabacher (R)
- 49. Darrell Issa (R)
- 50. Duncan D. Hunter (R)
- 51. Juan Vargas (D)
- 52. Scott Peters (D)
- 53. Susan Davis (D)

Carolina del Nord
(10 Repubblicani, 3 Democratici)
- 1. G. K. Butterfield (D)
- 2. Renee Ellmers (R)
- 3. Walter B. Jones (R)
- 4. David Price (D)
- 5. Virginia Foxx (R)
- 6. Howard Coble (R)
- 7. Mike McIntyre (D)
- 8. Richard Hudson (R)
- 9. Robert Pittenger (R)
- 10. Patrick McHenry (R)
- 11. Mark Meadows (R)
- 12. Mel Watt (D), fino al 6 gennaio 2014

     Alma Adams (D), dal 12 novembre 2014
- 13. George Holding (R)

Carolina del Sud
(6 Repubblicani, 1 Democratico)
- 1. Mark Sanford (R)
- 2. Joe Wilson (R)
- 3. Jeff Duncan (R)
- 4. Trey Gowdy (R)
- 5. Mick Mulvaney (R)
- 6. Jim Clyburn (D)
- 7. Tom Rice (R)

Colorado
(4 Repubblicani, 3 Democratici)
- 1. Diana DeGette (D)
- 2. Jared Polis (D)
- 3. Scott Tipton (R)
- 4. Cory Gardner (R)
- 5. Doug Lamborn (R)
- 6. Mike Coffman (R)
- 7. Ed Perlmutter (D)

Connecticut
(5 Democratici)
- 1. John Larson (D)
- 2. Joe Courtney (D)
- 3. Rosa DeLauro (D)
- 4. Jim Himes (D)
- 5. Elizabeth Esty (D)

Dakota del Nord
(1 Repubblicano)
- "At-large". Kevin Cramer (R)

Dakota del Sud
(1 Repubblicano)
- "At-large". Kristi Noem (R)

Delaware
(1 Democratico)
- "At-large". John C. Carney Jr. (D)

Florida
(18 Repubblicani, 9 Democratici)
- 1. Jeff Miller (R)
- 2. Steve Southerland (R)
- 3. Ted Yoho (R)
- 4. Ander Crenshaw (R)
- 5. Corrine Brown (D)
- 6. Ron DeSantis (R)
- 7. John Mica (R)
- 8. Bill Posey (R)
- 9. Alan Grayson (D)
- 10. Daniel Webster (R)
- 11. Rich Nugent (R)
- 12. Gus Bilirakis (R)
- 13. Bill Young (R), fino al 18 ottobre 2013

     David Jolly (R), dal 13 marzo 2014
- 14. Kathy Castor (D)
- 15. Dennis Ross (R)
- 16. Vern Buchanan (R)
- 17. Tom Rooney (R)
- 18. Patrick Murphy (D)
- 19. Trey Radel (R), fino al 27 gennaio 2014

     Curt Clawson (R), dal 25 giugno 2014
- 20. Alcee Hastings (D)
- 21. Ted Deutch (D)
- 22. Lois Frankel (D)
- 23. Debbie Wasserman Schultz (D)
- 24. Frederica Wilson (D)
- 25. Mario Díaz-Balart (R)
- 26. Joe Garcia (D)
- 27. Ileana Ros-Lehtinen (R)

Georgia
(9 Repubblicani, 5 Democratici)
- 1. Jack Kingston (R)
- 2. Sanford Bishop (D)
- 3. Lynn Westmoreland (R)
- 4. Hank Johnson (D)
- 5. John Lewis (D)
- 6. Tom Price (R)
- 7. Rob Woodall (R)
- 8. Austin Scott (R)
- 9. Doug Collins (R)
- 10. Paul Broun (R)
- 11. Phil Gingrey (R)
- 12. John Barrow (D)
- 13. David Scott (D)
- 14. Tom Graves (R)

Hawaii
(2 Democratici)
- 1. Colleen Hanabusa (D)
- 2. Tulsi Gabbard (D)

Idaho
(2 Repubblicani)
- 1. Raúl Labrador (R)
- 2. Mike Simpson (R)

Illinois
(12 Democratici, 6 Repubblicani)
- 1. Bobby Rush (D)
- 2. Robin Kelly (D)
- 3. Dan Lipinski (D)
- 4. Luis Gutiérrez (D)
- 5. Michael Quigley (D)
- 6. Peter Roskam (R)
- 7. Danny K. Davis (D)
- 8. Tammy Duckworth (D)
- 9. Jan Schakowsky (D)
- 10. Brad Schneider (D)
- 11. Bill Foster (D)
- 12. William Enyart (D)
- 13. Rodney Davis (R)
- 14. Randy Hultgren (R)
- 15. John Shimkus (R)
- 16. Adam Kinzinger (R)
- 17. Cheri Bustos (D)
- 18. Aaron Schock (R)

Indiana
(7 Repubblicani, 2 Democratici)
- 1. Pete Visclosky (D)
- 2. Jackie Walorski (R)
- 3. Marlin Stutzman (R)
- 4. Todd Rokita (R)
- 5. Susan Brooks (R)
- 6. Luke Messer (R)
- 7. André Carson (D)
- 8. Larry Bucshon (R)
- 9. Todd Young (R)

Iowa
(2 Repubblicani, 2 Democratici)
- 1. Bruce Braley (D)
- 2. David Loebsack (D)
- 3. Tom Latham (R)
- 4. Steve King (R)

Kansas
(4 Repubblicani)
- 1. Tim Huelskamp (R)
- 2. Lynn Jenkins (R)
- 3. Kevin Yoder (R)
- 4. Mike Pompeo (R)

Kentucky
(5 Repubblicani, 1 Democratico)
- 1. Ed Whitfield (R)
- 2. Brett Guthrie (R)
- 3. John Yarmuth (D)
- 4. Thomas Massie (R)
- 5. Hal Rogers (R)
- 6. Andy Barr (R)

Louisiana
(5 Repubblicani, 1 Democratico)
- 1. Steve Scalise (R)
- 2. Cedric Richmond (D)
- 3. Charles Boustany (R)
- 4. John C. Fleming (R)
- 5. Rodney Alexander (R), fino al 26 settembre 2013

     Vance McAllister (R), dal 21 novembre 2013
- 6. Bill Cassidy (R)

Maine
(2 Democratici)
- 1. Chellie Pingree (D)
- 2. Mike Michaud (D)

Maryland
(7 Democratici, 1 Repubblicano)
- 1. Andy Harris (R)
- 2. Dutch Ruppersberger (D)
- 3. John Sarbanes (D)
- 4. Donna Edwards (D)
- 5. Steny Hoyer (D)
- 6. John K. Delaney (D)
- 7. Elijah Cummings (D)
- 8. Chris Van Hollen (D)

Massachusetts
(9 Democratici)
- 1. Richard Neal (D)
- 2. Jim McGovern (D)
- 3. Niki Tsongas (D)
- 4. Joseph Patrick Kennedy III (D)
- 5. Ed Markey (D), fino al 15 luglio 2013

     Katherine Clark (D), dal 12 dicembre 2013
- 6. John Tierney (D)
- 7. Mike Capuano (D)
- 8. Stephen Lynch (D)
- 9. William Keating (D)

Michigan
(9 Repubblicani, 5 Democratici)
- 1. Dan Benishek (R)
- 2. Bill Huizenga (R)
- 3. Justin Amash (R)
- 4. Dave Camp (R)
- 5. Dan Kildee (D)
- 6. Fred Upton (R)
- 7. Tim Walberg (R)
- 8. Mike J. Rogers (R)
- 9. Sander Levin (D)
- 10. Candice Miller (R)
- 11. Kerry Bentivolio (R)
- 12. Debbie Dingell (D)
- 13. John Conyers (D)
- 14. Gary Peters (D)

Minnesota
(5 Democratici, 3 Repubblicani)
- 1. Tim Walz (D-DFL)
- 2. John Kline (R)
- 3. Erik Paulsen (R)
- 4. Betty McCollum (D-DFL)
- 5. Keith Ellison (D-DFL)
- 6. Michele Bachmann (R)
- 7. Collin Peterson (D-DFL)
- 8. Rick Nolan (D-DFL)

Mississippi
(3 Repubblicani, 1 Democratico)
- 1. Alan Nunnelee
- 2. Bennie Thompson (D)
- 3. Gregg Harper (R)
- 4. Steven Palazzo (R)

Missouri
(6 Repubblicani, 2 Democratici)
- 1. William Lacy Clay, Jr. (D)
- 2. Ann Wagner (R)
- 3. Blaine Luetkemeyer (R)
- 4. Vicky Hartzler (R)
- 5. Emanuel Cleaver (D)
- 6. Sam Graves (R)
- 7. Billy Long (R)
- 8. Jo Ann Emerson (R), fino al 22 gennaio 2013

     Jason T. Smith (R), dal 4 giugno 2013
Montana
(1 Repubblicano)
- "At-large". Steve Daines (R)

Nebraska
(3 Repubblicani)
- 1. Jeff Fortenberry (R)
- 2. Lee Terry (R)
- 3. Adrian Smith (R)

Nevada
(2 Repubblicani, 2 Democratici)
- 1. Dina Titus (D)
- 2. Mark Amodei (R)
- 3. Joe Heck (R)
- 4. Steven Horsford (D)

New Hampshire
(2 Democratici)
- 1. Carol Shea-Porter (D)
- 2. Ann McLane Kuster (D)

New Jersey
(6 Democratici, 6 Repubblicani)
- 1. Rob Andrews (D), fino al 18 febbraio 2014

     Donald Norcross (D), dal 12 novembre 2014
- 2. Frank LoBiondo (R)
- 3. Jon Runyan (R)
- 4. Chris Smith (R)
- 5. Scott Garrett (R)
- 6. Frank Pallone (D)
- 7. Leonard Lance (R)
- 8. Albio Sires (D)
- 9. Bill Pascrell (D)
- 10. Donald Payne, Jr. (D)
- 11. Rodney Frelinghuysen (R)
- 12. Rush D. Holt, Jr. (D)

New York
(21 Democratici, 6 Repubblicani)
- 1. Tim Bishop (D)
- 2. Peter T. King (R)
- 3. Steve Israel (D)
- 4. Carolyn McCarthy (D)
- 5. Gregory Meeks (D)
- 6. Grace Meng (D)
- 7. Nydia Velázquez (D)
- 8. Hakeem Jeffries (D)
- 9. Yvette Clarke (D)
- 10. Jerrold Nadler (D)
- 11. Michael Grimm (R)
- 12. Carolyn B. Maloney (D)
- 13. Charles Rangel (D)
- 14. Joseph Crowley (D)
- 15. José Serrano (D)
- 16. Eliot Engel (D)
- 17. Nita Lowey (D)
- 18. Sean Patrick Maloney (D)
- 19. Chris Gibson (R)
- 20. Paul Tonko (D)
- 21. William L. Owens (D)
- 22. Richard Hanna (R)
- 23. Tom Reed (R)
- 24. Dan Maffei (D)
- 25. Louise Slaughter (D)
- 26. Brian Higgins (D)
- 27. Chris Collins (R)

Nuovo Messico
(2 Democratici, 1 Repubblicano)
- 1. Michelle Lujan Grisham (D)
- 2. Steve Pearce (R)
- 3. Ben R. Luján (D)

Ohio
(12 Repubblicani, 4 Democratici)
- 1. Steve Chabot (R)
- 2. Brad Wenstrup (R)
- 3. Joyce Beatty (D)
- 4. Jim Jordan (R)
- 5. Bob Latta (R)
- 6. Bill Johnson (R)
- 7. Bob Gibbs (R)
- 8. John Boehner (R)
- 9. Marcy Kaptur (D)
- 10. Mike Turner (R)
- 11. Marcia Fudge (D)
- 12. Pat Tiberi (R)
- 13. Tim Ryan (D)
- 14. David Joyce (R)
- 15. Steve Stivers (R)
- 16. Jim Renacci (R)

Oklahoma
(5 Repubblicani)
- 1. Jim Bridenstine (R)
- 2. Markwayne Mullin (R)
- 3. Frank Lucas (R)
- 4. Tom Cole (R)
- 5. Steve Russell (R)

Oregon
(4 Democratici, 1 Repubblicano)
- 1. Suzanne Bonamici (D)
- 2. Greg Walden (R)
- 3. Earl Blumenauer (D)
- 4. Peter DeFazio (D)
- 5. Kurt Schrader (D)

Pennsylvania
(13 Repubblicani, 5 Democratici)
- 1. Bob Brady (D)
- 2. Chaka Fattah (D)
- 3. Mike Kelly (R)
- 4. Scott Perry (R)
- 5. Glenn Thompson (R)
- 6. Jim Gerlach (R)
- 7. Pat Meehan (R)
- 8. Brian Fitzpatrick (R)
- 9. Bill Shuster (R)
- 10. Tom Marino (R)
- 11. Lou Barletta (R)
- 12. Keith Rothfus (R)
- 13. Allyson Schwartz (D)
- 14. Michael Doyle (D)
- 15. Charlie Dent (R)
- 16. Joseph Pitts (R)
- 17. Matt Cartwright (D)
- 18. Tim Murphy (R)

Rhode Island
(2 Democratici)
- 1. David Cicilline (D)
- 2. James Langevin (D)

Tennessee
(7 Repubblicani, 2 Democratici)
- 1. Phil Roe (R)
- 2. Jimmy Duncan (R)
- 3. Chuck Fleischmann (R)
- 4. Scott DesJarlais (R)
- 5. Jim Cooper (D)
- 6. Diane Black (R)
- 7. Marsha Blackburn (R)
- 8. Stephen Fincher (R)
- 9. Steve Cohen (D)

Texas
(24 Repubblicani, 12 Democratici)
- 1. Louie Gohmert (R)
- 2. Ted Poe (R)
- 3. Sam Johnson (R)
- 4. Ralph Hall (R)
- 5. Jeb Hensarling (R)
- 6. Joe Barton (R)
- 7. John Culberson (R)
- 8. Kevin Brady (R)
- 9. Al Green (D)
- 10. Michael McCaul (R)
- 11. Mike Conaway (R)
- 12. Kay Granger (R)
- 13. Mac Thornberry (R)
- 14. Randy Weber (R)
- 15. Rubén Hinojosa (D)
- 16. Beto O'Rourke (D)
- 17. Bill Flores (R)
- 18. Sheila Jackson Lee (D)
- 19. Randy Neugebauer (R)
- 20. Joaquín Castro (D)
- 21. Lamar Smith (R)
- 22. Pete Olson (R)
- 23. Pete Gallego (D)
- 24. Kenny Marchant (R)
- 25. Roger Williams (R)
- 26. Michael C. Burgess (R)
- 27. Blake Farenthold (R)
- 28. Henry Cuellar (D)
- 29. Gene Green (D)
- 30. Eddie Bernice Johnson (D)
- 31. John Carter (R)
- 32. Pete Sessions (R)
- 33. Marc Veasey (D)
- 34. Filemon Vela (D)
- 35. Lloyd Doggett (D)
- 36. Steve Stockman (R)

Utah
(3 Repubblicani, 1 Democratico)
- 1. Rob Bishop (R)
- 2. Chris Stewart (R)
- 3. Jason Chaffetz (R)
- 4. Jim Matheson (D)

Vermont
(1 Democratico)
- "At-large". Peter Welch (D)

Virginia
(8 Repubblicani, 3 Democratici)
- 1. Rob Wittman (R)
- 2. Scott Rigell (R)
- 3. Bobby Scott (D)
- 4. Randy Forbes (R)
- 5. Robert Hurt (R)
- 6. Bob Goodlatte (R)
- 7. Eric Cantor, fino al 18 agosto 2014

     Dave Brat (R), dal 12 novembre 2014
- 8. Jim Moran (D)
- 9. Morgan Griffith (R)
- 10. Frank Wolf (R)
- 11. Gerry Connolly (D)

Virginia Occidentale
(3 Repubblicani)
- 1. David McKinley (R)
- 2. Shelley Moore Capito (R)
- 3. Nick Rahall (D)

Washington
(6 Democratici, 4 Repubblicani)
- 1. Suzan DelBene (D)
- 2. Rick Larsen (D)
- 3. Jaime Herrera Beutler (R)
- 4. Doc Hastings (R)
- 5. Cathy McMorris Rodgers (R)
- 6. Derek Kilmer (D)
- 7. Jim McDermott (D)
- 8. Dave Reichert (R)
- 9. Adam Smith (D)
- 10. Dennis Heck (D)

Wisconsin
(5 Repubblicani, 3 Democratici)
- 1. Paul Ryan (R)
- 2. Mark Pocan (D)
- 3. Ron Kind (D)
- 4. Gwen Moore (D)
- 5. Jim Sensenbrenner (R)
- 6. Tom Petri (R)
- 7. Sean Duffy (R)
- 8. Reid Ribble (R)

Wyoming
(1 Repubblicano)
- "At-large". Cynthia Lummis (R)

#### Membri non votanti
(6 Democratici)
- Samoa Americane: Eni Faleomavaega (D)
- Distretto di Columbia: Eleanor Holmes Norton (D)
- Guam: Madeleine Bordallo (D)
- Isole Marianne Settentrionali: Gregorio Sablan (D)
- Porto Rico: Pedro Pierluisi (D/PNP)
- Isole Vergini: Donna Christian-Christensen (D)